# Lam Rim
Lam Rim es un grupo de música de pop rock alternativa de Madrid (España), fundado en 1997. El grupo está compuesto por Joâo Mirat (compositor, voz , piano, guitarras, programación y arreglos), Noël Rayo (guitarras y coros) y Fernando F. Krogmann (batería). En sus directos cuentan además con la participación de Alex Mirat. Su primer disco de estudio, Eleven Pieces of Something, salió como descarga gratuita desde su página web oficial en 2008 y cuatro de las canciones formaron parte de la banda sonora de La pecera de Eva, serie de televisión de Telecinco, a partir de 2010. Su segundo disco, Lost in Sane, salió en marzo de 2011. A partir de julio de 2012 varias canciones de Lost in Sane formaron parte de Luna, el misterio de Calenda serie de televisión de Globomedia emitida en Antena 3.

## Nombre
Lam Rim toma su nombre de un texto del Budismo tibetano que explica el proceso hacia la iluminación absoluta. Lam Rim significa “las etapas del camino”. Joâo explica en una entrevista que el nombre “dice algo más sobre lo que [el grupo siente] por la música”.

## Idioma
Según la entrevista antes citada, Lam Rim elige como idioma para las canciones el inglés porque muchas de sus influencias han sido en inglés, es más cómodo para la banda y porque consideran que es el idioma que mejor encaja con el estilo.

## Historia

### Formación y Radio 3
Después de unos meses tocando, el grupo mandó una maqueta a RNE Radio 3 y sonaron canciones en Discolage, Local, Discópolis y Diario Pop, además, algunas se usaron para la música de presentación de Discolage. Xabier Moreno, presentador de Radio 3, animó al grupo a presentarse al concurso de maquetas de Festimad. Ganaron el concurso y tocaron en la V edición de Festimad en 1998 y la III Festival de Pop Villa de Móstoles.

### Dover, EMI y Telecinco
A raíz del concierto de Festimad, Dover se interesó por Lam Rim y les invitó a que fuesen sus teloneros en Valladolid en agosto de 1998. Luego firmaron un contrato de grabación con Loli Jackson Records y EMI donde participaron con Dover y otros grupos en el disco The Power of Dolores.  La presentación del disco en Sala El Sol en mayo de 1999 fue emitido en el programa No Sólo Música de Telecinco junto con algunas entrevistas. El grupo recibió una crítica favorable.
En 2000, Joâo se trasladó a Boston para avanzar con sus estudios de música en Berklee College of Music lo cual supuso una interrupción en las actividades del grupo. Se reunió en 2004, plantearon un estilo más pulido y definido y empezaron los preparativos para la grabación de su primer disco.

### Eleven Pieces of Something
Autoprodujeron su primer disco de estudio, Eleven Pieces of Something, contando con la ayuda de José Vinader para la mezcla y la masterización. El disco se presentó al público desde la página oficial de Lam Rim estando disponible como una descarga gratuita. Se promocionó por las redes sociales, que en este momento estaban empezando. Los integrantes del grupo hicieron uso de Myspace en su boom y luego amplió su presencia a Facebook, Last FM, Twitter y Tuenti ganando un seguimiento en diversos países del mundo como Reino Unido, Alemania, Francia, Irlanda, Estados Unidos, Rusia, Túnez, India, Indonesia y Australia. En marzo de 2008, Lam Rim fue seleccionado para la segunda edición del concurso “Audiciones” de la Fundación Canal, fueron finalistas en junio y estaban a un solo voto de los ganadores.  A la vez, un productor de Londres solicitó usar The Suicide? para un vídeo de surf. El vídeo entrevista a Marlon Lipke, finalista de ASP WCT campeonato de surf internacional de 2009.

### La pecera de Eva
En enero de 2010, se estrenó la serie La Pecera de Eva en Telecinco. La serie incluía de forma regular cuatro canciones del primer disco, sobre todo, Deep Inside, I’m Missing You y I Cry...  Estableciendo estrategias de diálogo con las audiencias, la serie ganó un seguimiento fuerte en Facebook y Twitter lo cual sirvió a Lam Rim para darse a conocer por las redes sociales y las descargas gratuitas del disco incrementaron como también las visitas al vídeo musical de I’m Missing You en YouTube.

### Lost in Sane
La producción de Lost in Sane comenzó a finales de 2009 y terminó en noviembre de 2010. Fue editado por el sello Wine Box Music, y distribuido en iTunes, Amazon y Spotify por The Orchard con la venta del disco físico en la página oficial de Lam Rim. Se formalizó un acuerdo de management con la agencia Clever Music. En marzo de 2011 grabaron el primer vídeoclip del disco para el sencillo Why Don’t You...?, en el que colaboraron los actores Laura Díaz y Nacho Aldeguer (ambos protagonistas de la serie La pecera de Eva). Este videoclip empezó a emitirse frecuentemente en MTV España, Sol Música, Kiss TV y Los 40 TV a partir de abril de 2011.
Lam Rim lanzó su segundo videoclip en mayo de 2012 para la canción I Feel Fine y se emitió desde mayo en MTV España, Kiss TV y Los 40 TV.  El video cuenta con una coreografía creada por Laura Rodríguez Magán, bailarina profesional y jefa de estudios en SCAENA. Participaron bailarines profesionales de distintas disciplinas, entre ellos Yolanda Serrano Pon, Javier Toca Jaura y Lua Ruíz Vecino.

### Luna, el misterio de Calenda
A partir del capítulo 9 de la primera temporada, han sonado varias canciones de Lost in Sane: Why Don't You...?, Broken Bones (capítulo 9) y I Cry... (capítulos 11 y 12).

### 2020 I don't think so
Lam Rim anuncia el lanzamiento del nuevo single desde sus redes sociales

## Estilo
Lam Rim dice en su página web que su estilo “se podría definir como una fusión de pop/rock con electrónica, soul, jazz” mientras las críticas los definen parecidos a grupos como Blackfield, Steven Wilson, Marillion, R.E.M, Radiohead, The Beatles, Ultravox, Coldplay, Keane, Semisonic, Silverchair y Staind.  El protagonismo del piano y de la orquesta testifican la influencia de Philip Glass que el grupo cita como una influencia importante en las redes sociales. Destaca el interés por contraponer distintos estilos y movimientos dentro de las canciones y en el contexto de un disco entero.  Deep Inside se acerca al rock gótico y es seguido por God Gave Me A Chance, una alegre canción con connotaciones religiosas que se convierte hacia el final en ritmos hispanoamericanos.  Nothing’s Gonna Make Me Fall contrapone pop y blues con electrónica.  Massive comienza en un tono electro-clásico que se transforma en una insinuación al flamenco.  Perfunctory Exhibitionist suena a retro en su uso de sintetizadores y I Feel Fine se acerca al Charleston.  